# إدوارد د. إيفز
إدوارد د. إيفز (بالإنجليزية: Edward D. Ives)‏ هو عامل أمريكي في التراث الشعبي، ولد في 4 سبتمبر 1925 في وايت بلينس في الولايات المتحدة، وتوفي في 1 أغسطس 2009 في أورونو في الولايات المتحدة.

## وصلات خارجية
- إدوارد د. إيفز على موقع ميوزك برينز (الإنجليزية)
- إدوارد د. إيفز على موقع ديسكوغز (الإنجليزية)